# Nuno da Cunha

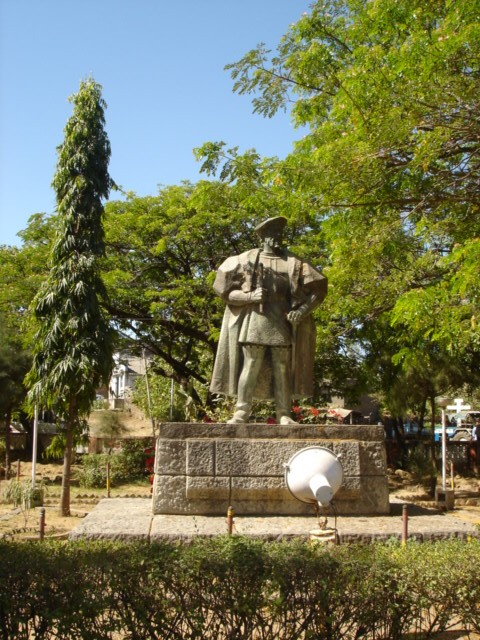
Nuno da Cunha - pomnik

Nuno da Cunha (1487–1539) – gubernator portugalskich posiadłości w Indiach w latach 1528–1538.
Ze względu na to, że dowiódł swojej odwagi w bitwach, król Jan III Aviz postanowił nadać mu tytuł gubernatora. W drodze do Goi pokonał piratów, którzy grasowali u wybrzeży Mozambiku, atakując portugalskie statki. W 1528 zdobył i spalił niechętną Portugalczykom Mombasę. Razem z nim do Indii płynęło jego dwóch młodszych braci, którzy mieli objąć tam wysokie stanowiska (była to akceptowana forma nepotyzmu), jednak obaj zmarli podczas podróży. Da Cunha musiał na miejscu posiłkować się lokalną kadrą.
Jako gubernator portugalski zdobywał kolejne miasta i fortece tworząc na Morzu Arabskim sieć punktów dogodnych do kontrolowania handlu morskiego między Indiami a światem arabskim i Europą. W swych działaniach stosował zarówno działania militarne jak i intrygi polityczne, wykorzystując zmienność lokalnych sojuszy. Ofiarą działań Nuno da Cunha padł sułtan Gudźaratu, Bahadur Szah, którego gubernator najpierw zmusił do oddania ważnych twierdz (m.in. Diu) w zamian za pomoc przeciw Mogołom (1535), a następnie podstępnie kazał zamordować podczas negocjacji odbywających się na okrętach Portugalczyków (1537).
Wskutek dworskich intryg, został odwołany ze stanowiska i zmuszony do powrotu do kraju. W drodze powrotnej jego statek rozbił się w okolicy Przylądka Dobrej Nadziei.
Jego ojcem był żeglarz i odkrywca Tristão da Cunha.